# Île Bruit
Pour les articles homonymes, voir Bruit (homonymie).
L'île Bruit, en malais Pulau Bruit, est une île de Malaisie située dans le delta du Rajang, à proximité des côtes occidentales de Bornéo, dans l'État de Sarawak.
Avec une population d'environ 30 000 habitants, elle est la deuxième plus grande île de Malaisie, après l'île Banggi.
L'île est séparée des autres îles du delta de Rejang de Bornéo par l'embouchure de Batang Paloh (batang signifiant rivière dans la langue locale) au sud et Muara Lassa (muara signifiant bouche de rivière) à l'est. L'île à une forme longitudinale nord-sud d'environ 50 km sur 10 km en moyenne de large. Elle est reliée au continent par deux bacs traversiers. 

## Source
- (en) Cet article est partiellement ou en totalité issu de l’article de Wikipédia en anglais intitulé « Bruit Island » (voir la liste des auteurs).